# NGC 6189
NGC 6189 este o galaxie situată în constelația Dragonul. A fost descoperită în 3 august 1885 de către Lewis A. Swift. Se află la o distanță de 81,66 de megaparseci de Pământ.